# خانه یاوری
خانه یاوری مربوط به دوره قاجار است و در یزد، خیابان امام خمینی، کوی سهل بن علی، بن‌بست اتابکی واقع شده و این اثر در تاریخ ۷ مهر ۱۳۸۱ با شمارهٔ ثبت ۶۳۳۰ به‌عنوان یکی از آثار ملی ایران به ثبت رسیده است.